# オー!マイ・ゴースト
『オー!マイ・ゴースト』（Ghost Town）は、2008年のアメリカ合衆国のコメディ映画。監督はデヴィッド・コープ、出演はリッキー・ジャーヴェイスとグレッグ・キニアなど。成仏できない幽霊たちが見えるようになった人間嫌いの歯科医が、彼らの現世への願いを嫌々ながらも引き受ける姿を描いている。日本では劇場未公開作品であるが、2009年9月11日にDVDが発売された。

## ストーリー
人間嫌いの歯科医ピンカスは、内科検診中の麻酔のミスで心肺停止状態を7分間経験したことから成仏できない幽霊が見えるようになる。そのため幽霊たちに、遺した家族や愛する相手との仲介をして欲しいと付きまとわれるようになる。そんなピンカスは、不慮の事故で死んだ浮気男のフランクから「遺した妻グウェンの再婚を邪魔して欲しい」と頼まれる。

## キャスト
※括弧内は日本語吹替
- バートラム・ピンカス: リッキー・ジャーヴェイス（横島亘）
- グウェン: ティア・レオーニ（込山順子）
- フランク: グレッグ・キニア（坂東尚樹）
- リチャード: ビリー・キャンベル（古澤徹）
- 外科医: クリステン・ウィグ（坪井木の実）
- マージョリー・ピックソール: ダナ・アイヴィ
- ドクター・プラッシャー: アーシフ・マンドヴィー
- 幽霊の父親: アラン・ラック
- 第二次世界大戦時の看護婦: ベティ・ギルピン
- アイリッシュ・エディ: ブライアン・ダーシー・ジェームズ
- 幽霊の警官: ブライアン・タランティーナ
- 幽霊の盛り合わせ: ダナイ・グリラ
- 麻酔専門医: アーロン・トヴェイト

## 作品の評価
Rotten Tomatoesによれば、批評家の一致した見解は「リッキー・ジャーヴェイスの一貫した鋭い演技と美しくドライな出来栄えは、その他の点では主流のコメディである本作を、愛らしく、おかしな、そして本当におしゃれなロマンティック・コメディに変えている。幽霊と共に。」であり、185件の評論のうち高評価は85%にあたる157件で、平均点は10点満点中6.91点となっている。
Metacriticによれば、30件の評論のうち、高評価は26件、賛否混在は4件、低評価はなく、平均点は100点満点中72点となっている。